# Számok (Lost)
2005. március 2-án került először adásba az amerikai ABC csatornán a sorozat 18. részeként. David Fury és Brent Fletcher írta, és Daniel Attias rendezte. Az epizód középpontjában Hugo "Hurley" Reyes áll.

## Tartalom
|  | Alább a cselekmény részletei következnek! |

### Visszaemlékezések
Hurley az édesanyjával közös házában ül és nézi a TV-t. Döbbenten veszi észre, hogy ő nyerte meg a rekordnagyságú lottónyereményt a 4, 8, 15, 16, 23, 42 számok felhasználásával. A következő pillanatban összeesik. Később, riporterek jönnek el Hurley házához, hogy meginterjúvolják őt. Miközben arról beszél, hogy nyereménye egy részét a mindig keményen dolgozó nagyapjának, Tito-nak adja, Tito a riporterek szeme láttára kap szívrohamot és hal meg.
A későbbiekben, Hurley további szerencsétlenségek áldozatává válik. Többek között, Tito temetésén egy meteorit eltalálja Aguillar atyát, Hurley bátyját pedig elhagyja a barátnője egy pincérnőért. Hurley kezdi azt gondolni, hogy átok ül a nyereményen, bár Carmen (Hurley hívő katolikus anyja) azt mondja, átkok nem léteznek. Hurley vesz egy házat az anyjának, és amikor kocsival odamennek, Carmen eltöri a bokáját, a ház pedig kigyullad. Ezután, a rendőrség fegyvert fog Hurleyre és letartóztatják, mert azt hiszik róla, hogy drogdíler.
Másnap Hurley elmegy a pénzügyi tanácsadójához, Ken Halperinhez, és megtudja, hogy sok vállalatának egyike trópusi viharok következtében összedőlt. Hurley úgy hiszi, átok ül rajta, de Ken szerint ez csak rossz szerencsék sorozata. Ebben a pillanatban, egy férfit látnak lezuhanni, mikor kitekintenek az ablakon.
Hurley elmegy a Santa Rosa Elmegyógyintézet-be, hogy meglátogassa az ott megismert barátját, Leonardot. Leonard a 4, 8, 15, 16, 23, 42 számokat ismételgeti magában megállás nélkül, míg Hurley el nem mondja, hogy a számok felhasználásával nyert a lottón. Leonard teljesen kiborul, és azt kiabálja Hurley-nek, "kinyitotta a szelencét", és hogy szabaduljon meg a számoktól, különben "sosem ér véget". Miközben az intézet dolgozói elvezetik Lenonardot, odakiáltja Hurleynek, hogy repüljön el Ausztráliába, Sam Toomeyhoz.
Ausztráliában, Hurley Sam Toomey feleségétől, Martha-tól megtudja, hogy Leonard és Sam együtt voltak katonák. A Csendes-óceánon állomásoztak, amikor a megfigyelőállomásukon befogtak egy hangot, ami a számokat ismételgette. Hurleyhez hasonlóan, Sam is felhasználta a számokat, és életét balszerencse kísérte onnantól fogva. Hogy ennek véget vessen, öngyilkossághoz folyamodott. Ennek ellenére, Martha Hurleyvel és Sammel ellentétben nem hiszi, hogy a számok átkozottak lennének.

### Valós idejű történések (35-36. nap)

A számok Rousseau egyik papírján

Miközben az új tutajt építi, Michael-nek az az ötlete támad, hogy segélykérő jelzést kellene majd leadnia a tutajról, mert nem valószínű, hogy véletlenszerűen belebotlanak egy hajóba. Jack és Hurley odamennek Sayid-hoz, és megkérik, készítsen egy jeladót, és vezesse el őket Rousseau-hoz akkumulátorért. Sayid megpróbálja elbátortalanítani őket, azt mondva, hogy Rousseau őrült, és a térképei használhatatlanok. Az egyik térkép Hurley kezébe kerül, és észreveszi rajta a hat számot, amelyek tönkretették az életét.
Hurley az éjszaka közepén felébreszti Sayid-ot, és megkérdezi tőle, sikerült-e Shannon-nal rájönnie, mit jelentenek a számok Rousseau papírján. Sayid azt mondja, korábban koordinátáknak hitte. Hurley a kábelről is kérdezősködik, ami elvezette őt Danielle csapdájához. Sayid kezd gyanakvóvá válni, de Hurley azt mondja, csak kíváncsi volt, majd visszamegy a sátrához.
A barlangoknál, Hurley vizes palackokat pakol a hátizsákjába. Charlie észreveszi őt, és megkérdezi, hová készül. Hurley azt mondja, új halászterületek után néz, de nem akarja, hogy Charlie is vele menjen. Hirtelen, a vizes palackok kiesnek Hurley táskájából. Hurley idegesen visszapakolja őket, és azt mondja Charlie-nak, sok folyadékra van szüksége.
A tengerparti táborban, Locke Claire segítségét kéri a barkácsolásban. Claire nem hinné, hogy kilenc hónapos terhesen alkalmas lenne a feladatra, de Locke szerint tökéletesen megfelel. Eközben, Sayid és Jack észreveszi, hogy Rousseau papírjai eltűntek. Charlie beszél nekik Hurley furcsa viselkedéséről, amiből rájönnek, hogy elindult Danielle-hez.
Hurley követi a kábelt és belelép Rousseau egyik csapdájába. Sayid, Jack, és Charlie épp időben érnek oda. Sayid figyelmezteti Hurleyt, hogy ha megmozdul, hegyes karók zuhannak elő a fák közül. Hurley nem hallgat a figyelmeztetésére, és leugrik a csapdáról. Szerencsére, a karók nem találják el. Amikor megkérdezik tőle, mit művel, azt feleli, akkumulátorért indult. Sayid vezetésével mindnyájan tovább mennek.
A Rousseau-hoz menetelő csapat egy elhagyatott, instabil fahídhoz érkeznek, ami egy szakadék fölött ível át. Hurleynek sikerül átmennie rajta, ezért Charlie is megpróbálkozik. A híd azonban hirtelen két részre szakad; Charlie-nak szerencsére sikerül idejében átjutnia a túloldalra. Jack és Sayid, akik odaát maradtak, azt kérik Hurleytől és Charlie-tól, maradjanak ott, ahol vannak. Hurley tovább akar menni, mire Charlie rákiabál és őrültnek nevezi.
A táborban, Claire segít Locke-nak a "valami" elkészítésében, és közben beszélgetnek. Locke megkérdezi tőle, adott-e már nevet a még meg nem született kisbabájának, mire Claire bevallja, hogy örökbe akarta őt adni, ezért nem gondolkodott ezen. Megemlíti, hogy ma van a születésnapja. Erre Locke, megfordítja az alkalmatosságot, ami nem más, mint egy bölcső – születésnapi ajándék Claire-nek.
Jack és Sayid megtalálják Rousseau menedékhelyét. Jack véletlenül belelép egy kifeszített drótba, és a menedékhely felrobban. Rousseau tudta, hogy hogy Sayid egy napon vissza fog térni ide a társaival, ezért kiürítette és aláaknázta. Eközben, Charlie azt akarja, hogy Hurley mondja el a valódi okot, amiért fel akarja keresni Rousseau-t. Hurley épp elkezdené mondani, amikor lövést hallnak. Mindketten futásnak erednek, de Hurley hátramarad. Szembetalálja magát a felfegyverzett Rousseau-val.
Hurley elmondja Rousseau-nak, hogy ő is azon a gépen utazott, amelyiken Sayid. Válaszokat követel a számokról, mire Danielle elmeséli neki, hogy került a szigetre. Egy tudományos expedíció tagjaként hajózott erre, amikor befogtak egy a számokat ismételgető adást. A szigeten, megtalálták az azt sugárzó rádióadót, a Fekete Sziklán túl. Miközben megpróbáltak rájönni a számok jelentésére, Rousseau-t kivéve mindenki megbetegedett és meghalt. Danielle visszament a rádióadóhoz, és kicserélte az adást a segélykérésre. Danielle azóta már mindent elvesztett, ami fontos volt a számára, ezért Hurleyhez hasonlóan ő is azt gondolja, a számok átkozottak. Hurley már hosszú ideje várt rá, hogy valaki egyet értsen vele, ezért megöleli Rousseau-t és köszönetet mond neki. Nem sokkal később, egy akkumulátorral a kezében csatlakozik Jackhez, Sayidhoz, és Charlie-hoz.
Visszaérve a táborba, Hurley elmondja Charlie-nak, hogy úgy hiszi, miatta zuhant le a repülőgép. Charlie ezt butaságnak tartja. Beszél Hurleynek arról, hogy nemrégiben még heroinfüggő volt, és a repülőutat sem bírta ki szippantás nélkül. „Elmondtam a legmocskosabb titkomat. Reméltem, viszonzod.” – mondja Charlie Hurleynek. Hurley elmondja, hogy odahaza 156 millió dollár tulajdonosa. Charlie azt hiszi, Hurley csak szórakozik vele, ezért sértődötten magára hagyja.
A sziget egy másik részén, a dzsungelben, a Boone és Locke által talált fémajtót láthatjuk. Az oldalára hat szám van vésve: 4, 8, 15, 16, 23, 42.